# グレッグ・モンゴメリー
グレッグ・モンゴメリー（Greg Montgomery 1964年10月29日 - 2020年8月23日）はニュージャージー州モリスタウン出身の元アメリカンフットボール選手。ポジションはパンター。
少年時代彼はアイスホッケーのディフェンスマンをしており、高校では野球で速球派の投手、アメリカンフットボールではミドルラインバッカーとしてプレーしていたが背中を痛め医師から二度とコンタクトスポーツをしてはいけないと言い渡された。
プレースキッカー、パンターとなった彼はそのポジションの選手としては数少ない奨学金をもらえる選手としてペンシルベニア州立大学に入学したがその後1984年、父親の母校であるミシガン州立大学に転校し4年次の1987年にはオールアメリカンに選ばれた。
1988年から1997年まで9シーズンに渡ってNFLの3チームでプレーし、1990年、1992年、1993年にはNFLトップの平均ヤードを記録した。通算22,831ヤードのパントを蹴っており、敵陣20ヤード以内に120回蹴りこんだ。ミシガン州立大学のオールタイムチームに選ばれている。
1993年までヒューストン・オイラーズでプレーし1994年にデトロイト・ライオンズでプレーした後、フリーエージェントとなった彼は1995年サンフランシスコ・フォーティナイナーズのキャンプに参加したがトミー・トンプソンとのポジション争いに敗れた。
1997年に双極性障害と診断された。現役引退後の彼は脳震盪などの治療や年金に関してNFLの十分な支援を受けていない1990年代までのNFL選手たちの声を代弁してマイク・ディトカ、トム・マットらと活動している。